# Нильсен, Микки
Мики Рейнхард Нильсен (англ. Micki Reinhard Nielsen; род. 26 февраля 1993, Копенгаген, Дания) — датский боксёр-профессионал, выступающий в первой тяжёлой весовой категории (до 90,72 кг). Обладатель титула чемпиона мира по версии WBC International (2015—2016).

## Профессиональная карьера
Первый свой профессиональный бой Микки провел 3 сентября 2011 года, одержав победу техническим нокаутом над латвийским боксёром Валерием Рогозиным.
7 февраля 2015 года Микки Нильсен завоевал вакантный титул чемпиона мира по версии WBC International победив единогласным решением судей бразильского боксёра Хулио Сезара Дос Сантоса.

## Статистика профессиональных боёв
В таблице перечислены результаты всех поединков боксёров.
В каждой строке указан результат поединка. Дополнительно номер поединка обозначен цветом, который обозначает итог поединка. Расшифровка обозначений и цветов представлена в нижеследующей таблице.
| Пример | Расшифровка                     |
| ------ | ------------------------------- |
|        | Победа                          |
|        | Ничья                           |
|        | Поражение                       |
|        | Планируемый поединок            |
|        | Поединок признан несостоявшимся |
| КО     | Нокаут                          |
| ТКО    | Технический нокаут              |
| PTS    | Решение судей (по очкам)        |
| UD     | Единогласное решение судей      |
| MD     | Решение большинства судей       |
| SD     | Раздельное решение судей        |
| RTD    | Отказ от продолжения боя        |
| DQ     | Дисквалификация                 |
| NC     | Поединок признан несостоявшимся |

| 27 поединков, 25 побед (15 нокаутом), 2 поражения. | 27 поединков, 25 побед (15 нокаутом), 2 поражения. | 27 поединков, 25 побед (15 нокаутом), 2 поражения. | 27 поединков, 25 побед (15 нокаутом), 2 поражения. | 27 поединков, 25 побед (15 нокаутом), 2 поражения. | 27 поединков, 25 побед (15 нокаутом), 2 поражения.                                                                   |
| Бой                                                | Дата боя                                           | Соперник                                           | Место проведения боя                               | Раундов, время                                     | Примечание |
| -------------------------------------------------- | -------------------------------------------------- | -------------------------------------------------- | -------------------------------------------------- | -------------------------------------------------- | --- |
| 27                                                 | 16 февраля 2019                                    | Ив Энгабу (19-0)                                   | Кемптон-Парк, Гаутенг, ЮАР                         | UD 12 (12)                                         | Счёт: 111-119, 112-117 (дважды). Утратил титул чемпиона Европы по версии EBU (2-я защита Энгабу) в 1-м тяжёлом весе. |
| 26                                                 | 27 января 2018                                     | Ричард Болотник (10-3-1)                           | «Арена Рига», Рига, Латвия                         | SD 8 (8)                                           | Счёт: 74-78, 77-75 (дважды).                                                                                         |
| 25                                                 | 27 октября 2017                                    | Тарас Алексеенко (8-3)                             | Шверин, Мекленбург-Передняя Померания, Германия    | KO 7 (8)                                           | |
| 24                                                 | 8 июля 2017                                        | Симон Бакалак (8-6)                                | Фридрих-Эберт-Халле, Людвигсхафен, Германия        | UD 8 (8)                                           | |
| 23                                                 | 22 октября 2016                                    | Кевин Лерена (15-1)                                | Кемптон-Парк, Гаутенг, ЮАР                         | MD 10 (10)                                         | Счёт: 93-97, 95-96, 95-95.                                                                                           |
| 22                                                 | 11 июня 2016                                       | Джонни Мюллер (19-6-2)                             | Кемптон-Парк, Гаутенг, ЮАР                         | UD (10)                                            | |
| 21                                                 | 19 марта 2016                                      | Мирко Ларгетти (24-1-0)                            | Альбертслунн, Дания                                | UD (12)                                            | Защитил титул чемпиона по версии WBC International в тяжёлом весе.                                                   |
| 20                                                 | 12 декабря 2015                                    | Константин Семерджиев (33-16-2)                    | Брённбю, Дания                                     | KO 3 (8)                                           | |
| 19                                                 | 12 сентября 2015                                   | Алехандро Эмилио Валори (17-7-0)                   | Фредериксхавн, Дания                               | KO 4 (10)                                          | |
| 18                                                 | 20 июня 2015                                       | Исмаил Абдул (56-34-2)                             | Баллеруп, Дания                                    | UD (8)                                             | Мур два раза в нокдауне во 2-м раунде.                                                                               |
| 17                                                 | 7 февраля 2015                                     | Хулио Сезар Дос Сантос (27-3-0)                    | Фредериксхавн, Дания                               | UD (10)                                            | Завоевал вакантный титул чемпиона по версии WBC International в первом тяжёлом весе.                                 |
| 16                                                 | 13 декабря 2014                                    | Гусмир Пердомо (21-4-0)                            | Альбертслунн, Дания                                | UD (10)                                            | |
| 15                                                 | 13 сентября 2014                                   | Тамаш Байзат (10-11-1)                             | Копенгаген, Дания                                  | KO 2 (8)                                           | |
| 14                                                 | 1 июня 2014                                        | Игорь Пилипенко (4-16-2)                           | Арена Мытищи, Мытищи, Россия                       | TKO 3 (8)                                          | |
| 13                                                 | 15 февраля 2014                                    | Гогита Горгиладзе (17-3-0)                         | Альбертслунн, Дания                                | UD (10)                                            | Завоевал титул чемпиона мира по версии WBC Youth в первом тяжёлом весе.                                              |